# Elena Horvat
Elena Horvat, po mężu Florea (węg. Ilona Horváth; ur. 4 lipca 1958 w Luizi-Călugăra) – rumuńska wioślarka pochodzenia węgierskiego, złota medalistka olimpijska i czterokrotna medalistka mistrzostw świata.

## Kariera
Wystąpiła na igrzyskach olimpijskich w Los Angeles w 1984, gdzie wspólnie z Rodicą Arbą wywalczyła złoty medal w dwójkach bez sternika. Rumunki o 3,46 sekundy wyprzedziły Kanadyjki i o 7,90 sekundy reprezentantki RFN. Był to jej jedyny start olimpijski; na igrzyskach olimpijskich w Moskwie w 1980 była rezerwową i nie brała udziału w rywalizacji.
W dwójkach bez sternika zdobywała także złoto na mistrzostwach świata w Hazewinkel (1985), srebro na mistrzostwach świata w Duisburgu (1983) i brąz na mistrzostwach świata w Monachium (1981); w każdym ze startów partnerowała jej Rodica Arba. W międzyczasie zdobyła również brązowy medal w czwórkach ze sternikiem na mistrzostwach świata w Lucernie (1982).